# Pałac w Stuchowie
Pałac w Stuchowie – zabytkowy pałac we wsi Stuchowo.

## Historia
W XVII w. wieś była w posiadaniu Caspara von Plӧtza a w 1668 jego syna Joachima Christopha (zm. 1708). Następnie właścicielami byli synowie Joachima Christopha: w 1701 Balthasar Heinrich (zm. 1761), Michael Christoph (zm. 1765) i Kasper Henning. Po śmierci Michaela Christopha majątek przechodzi w ręce jego bezdzietnego syna Joachima Heinricha (zm. 1775) a po nim  Carla Gustava (1766). Kolejnymi posiadaczami są: Joachim Christoph (zm. 1777) i Louisa Charlotta von Plӧtz, wdowa po Joachimie Heinrichu.

## Opis
Piętrowy pałac wybudowany został w latach 1880-1888 w stylu eklektycznym z górującą ośmiokątną wieżą zwieńczoną neobarokowym hełmem. Od frontu posiada portyk z filarami organiczny po bokach wieżami tworzącymi ryzality. W 1780 posiadłość przypadła bratu Louisy, Carlowi Heinrichowi von Plӧtza. W 1804 właścicielem jest Friedrich Wilhelm a w 1831 Carl Heinrich von Plӧtz. Nad wejściem do budynku znajduje się herb i inicjały von Plötzów. Z południowym skrzydłem pałacu sąsiadowały ruiny dworu rodzinnego. Obiekt z XVIII w. przebudowany w  latach 80. XIX w. jest częścią zespołu pałacowego, w skład którego wchodzi jeszcze park z XIX w.

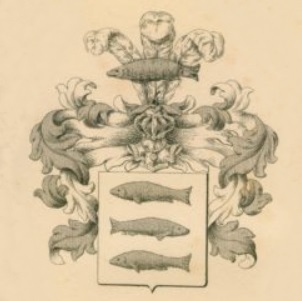
Herb von Plötz